# كاري تايلندي
الكاري التايلاندي هو طبق في المطبخ التايلاندي يُعد باستخدام معجون الكاري، وحليب جوز الهند أو الماء، واللحم أو المأكولات البحرية، والخضروات أو الفواكه والأعشاب. يختلف الكاري في تايلاند عن الكاري الهندي بشكل رئيسي في استخدام مكونات مثل الجذور الطازجة، ,الأعشاب والأوراق العطرية بدلًا من خليط التوابل الجافة.

## التعريف

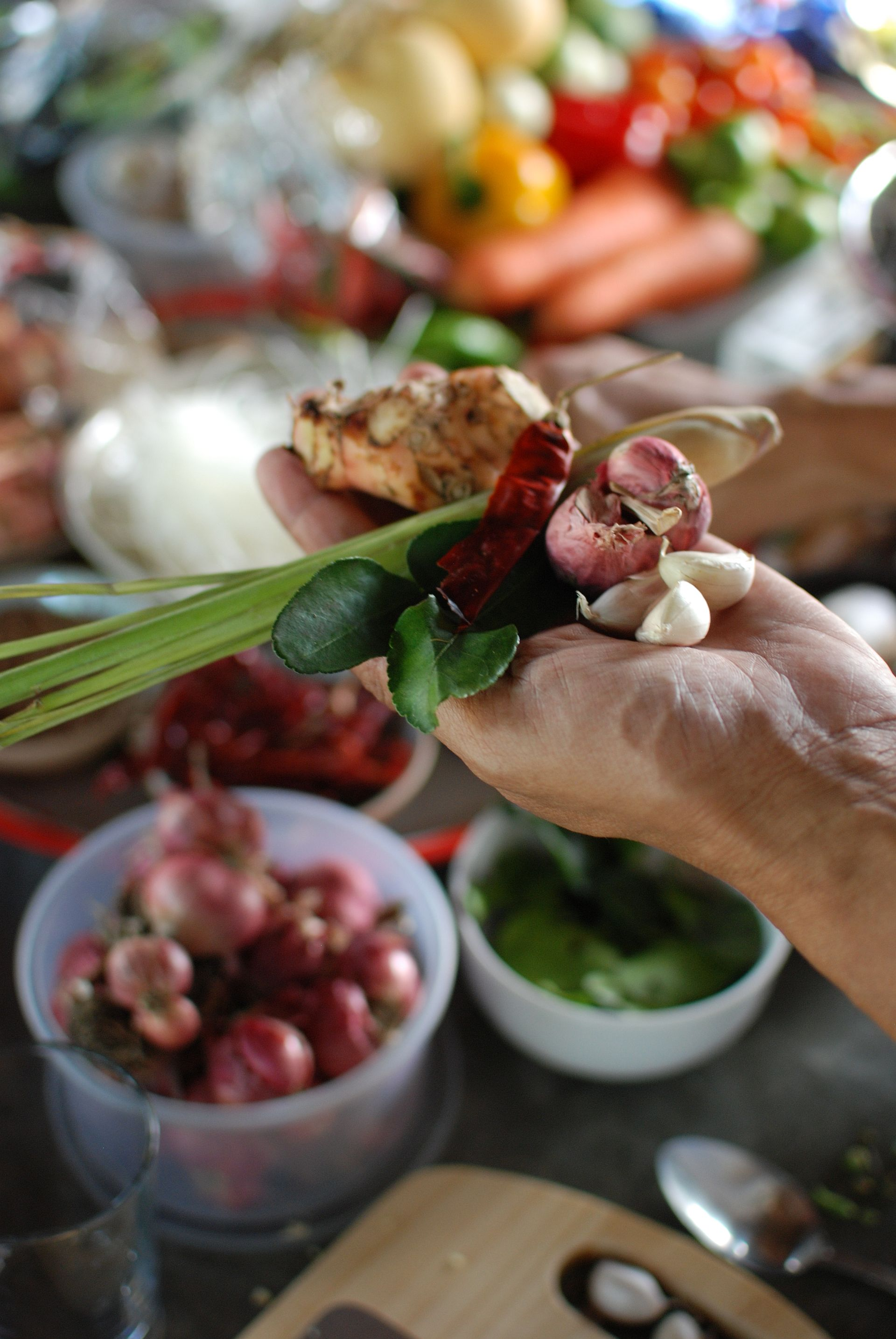
بعض المكونات الطازجة لمعجون الكاري الأحمر

يُعرف أول قاموس تايلاندي من عام 1873 (2416 في التقويم البوذي التايلاندي) كلمة كاينغ كطبق مائي يؤكل مع الأرز ويشمل معجون الجمبري، البصل أو الكراث، الفلفل الحار، والثوم كمكونات أساسية. ولا يشمل حليب جوز الهند في هذا التعريف، حيث إن العديد من أنواع الكاري التايلاندي، مثل kaeng som وkaeng pa، لا تحتوي عليه. لا يستخدم المطبخ لاننا (شمال تايلاند) حليب جوز الهند في معظم أطباقه بسبب صعوبة نمو نخيل جوز الهند في مناخ المرتفعات التايلاندية. يعتمد حدة الطعم في الكاري التايلاندي على كمية ونوع الفلفل المستخدم في إعداد المعجون. حتى داخل نوع واحد من الكاري، يمكن أن تختلف حدة الطعم بشكل كبير.
تظهر كلمة "كاري" في اللغة التايلاندية كطبق الـ "كاري"، وتشير إلى الأطباق التي تستخدم إما بودرة الكاري الهندية، والمعروفة في تايلاند باسم فونغ كاري، أو إلى الطبق المسمى كاينغ كاري، وهو كاري متأثر بالطابع الهندي ويُعد باستخدام توابل شائعة في الأطباق الهندية لكنها أقل استخدامًا في هذه النسب في المطبخ التايلاندي. مثال على طبق يستخدم بودرة الكاري الهندية هو كونغ فات فونغ كاري (جمبري مقلي مع البيض وبودرة الكاري).
على الرغم من أن "كاينغ" يُعرف أيضًا بأنه طبق "مائي"، فإن سمك الصلصة يمكن أن يختلف بشكل كبير من كونه يشبه المرق إلى أن يكون كثيفًا مثل اليخنة، بل ويمكن أن يكون طبقًا جافًا تمامًا. تمثل أطباق الكاري الجافة، التي تُقلى مع معجون الكاري، مثل phat phrik khing وkhua kling. الكاري الذي يشبه المرق، مثل kaeng som وkeang pa، تمثل أنواع الكاري السائلة أكثر. أما Matsaman وkaeng khua فتشبه اليخنة. تعتبر أطباق Ho mok pla (كاري السمك المطهو بالبخار), kaeng kradang (كاري أسبك من شمال تايلاند) وأطباق النودلز مثل khanom chin nam ngiao أطباق كاري تايلاندية لأنها جميعها تستخدم معجون الكاري في تحضيرها.
الطبق المعروف باسم kaeng chuet يُعتبر استثناءً للقاعدة التي تفترض أن يحتوي kaeng على الفلفل الحار، الثوم، البصل، ومعجون الجمبري. وهو حساء شفاف على الطريقة الصينية يحتوي على لحم و/أو مرق خضروات مع خضروات متنوعة، وغالبًا ما يضاف إليه لحم الخنزير المفروم، التوفو، والمعكرونة الزجاجية. يترجم اسم الطبق إلى "كاري خفيف"، ولكنه يُعتبر توم، أي حساء، ولهذا غالبًا ما يُطلق عليه أيضًا اسم توم تشوت.
تُؤكل أطباق الكاري مع الأرز، سواء أرز الياسمين (أرز) طويل الحبة في الوسط والجنوب، أو أرز اللزج في الشمال وشمال شرق تايلاند، وكذلك مع النودلز مثل khanom chin (نودلز الأرز المخمر). بعض أنواع الكاري يمكن تناولها أيضًا مع روتي، النسخة التايلاندية من الخبز المسطح الهندي المقلي، وهو طبق مستوحى من ماليزيا يسمى roti canai.
خاو كاينغ أو khao rat kaeng، وتعني "الكاري على الأرز"، هو نوع تقليدي من الوجبات السريعة في تايلاند، يتميز بالمطاعم المتخصصة في الكاري الجاهز، وغالبًا مع العديد من الأطباق الأخرى التي تُقدم مع الأرز. شعبيتها في بانكوك كأماكن لتناول وجبة غداء سريعة في تراجع.

## المكونات المعتادة

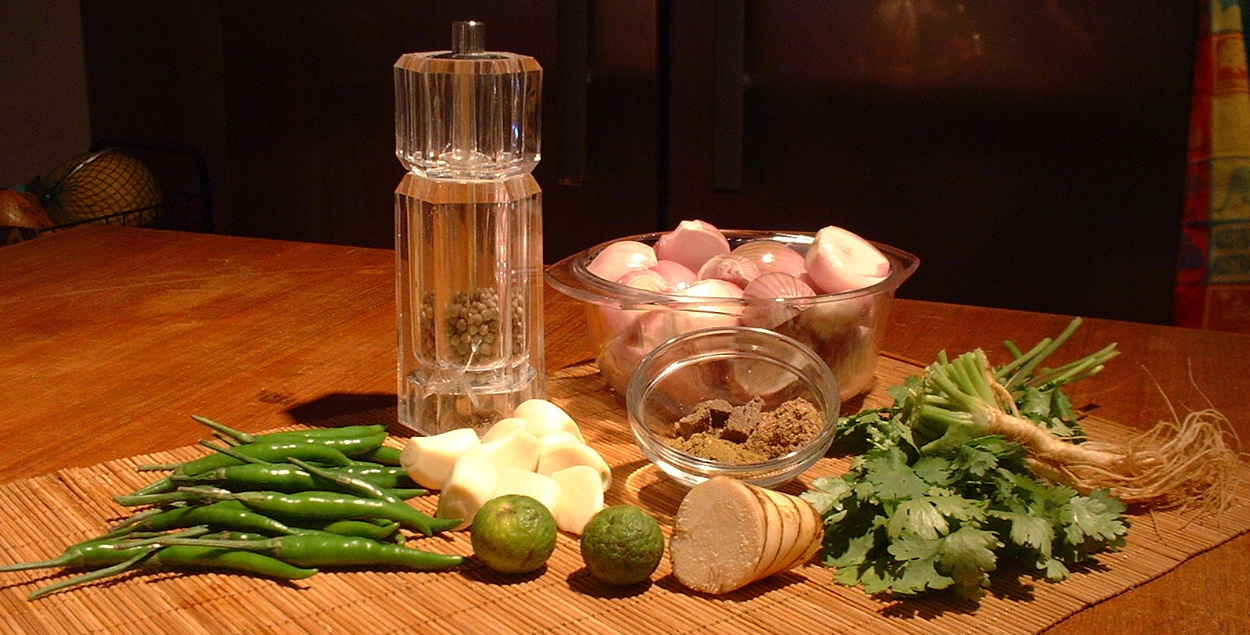
مكونات الكاري الأخضر

### معجون الكاري

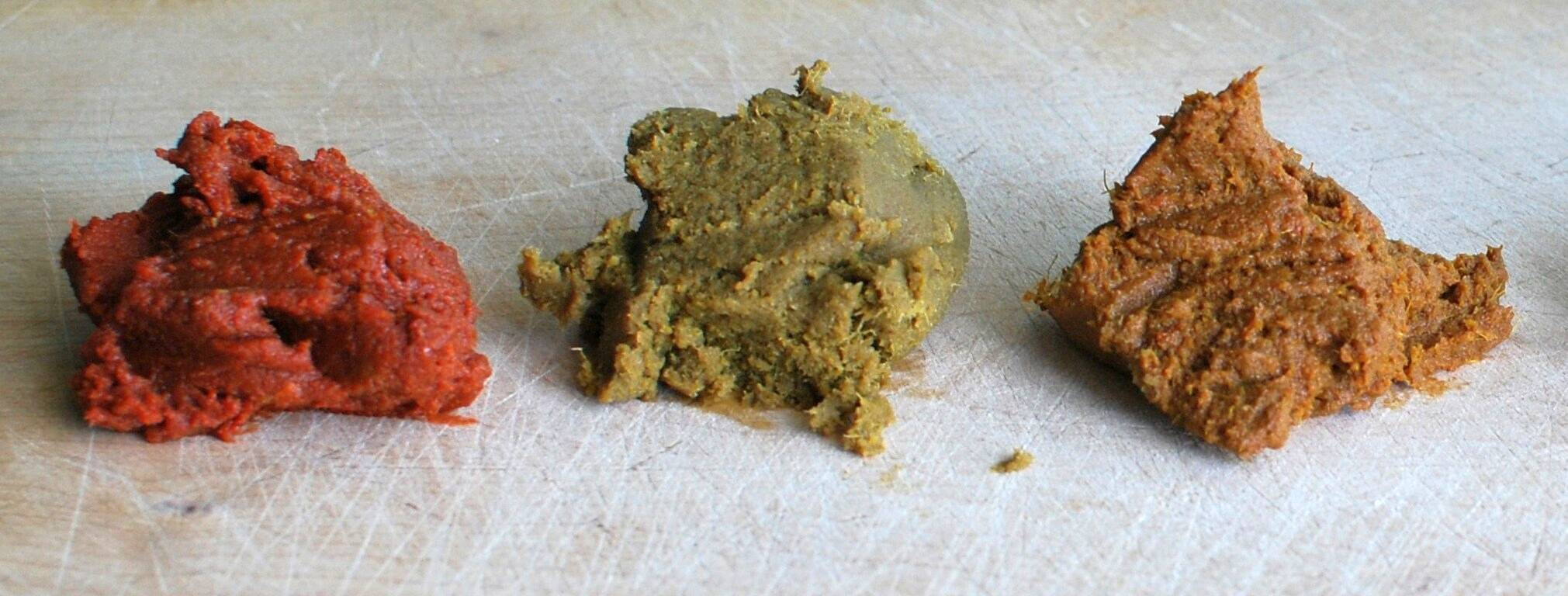
معاجين الكاري التايلاندية الأحمر، الأخضر، والأصفر

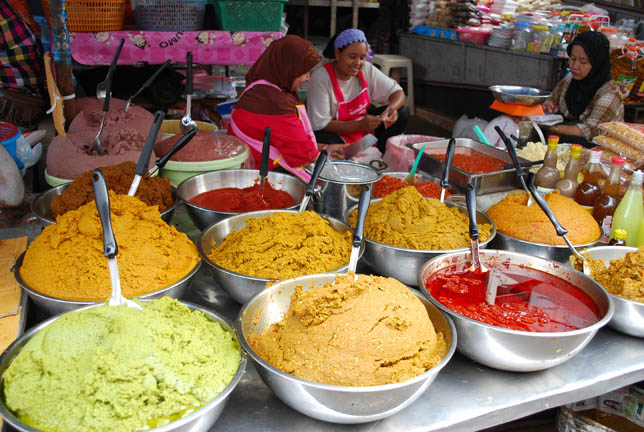
أنواع مختلفة من معاجين الكاري التايلاندية معروضة للبيع في سوق بـ هات ياي، جنوب تايلاند

تُعد أطباق الكاري التايلاندية دائمًا باستخدام معجون الكاري. المكونات الشائعة المستخدمة في العديد من معاجين الكاري التايلاندية تشمل:
- معجون الجمبري
- الفلفل الحار؛ حسب نوع الكاري، يمكن أن يكون مجففًا أو طازجًا، أحمر أو أخضر
- بصل أو كراث
- ثوم
- عشب الليمون
- الجالانجال
- جذور الكزبرة (الكسبرة)

حسب نوع الكاري، يمكن أن تشمل المكونات الإضافية لمعجون الكاري توابل مثل الكركم، الفلفل، بذور الكزبرة، قرون الهيل، والكمون، أو مكونات أخرى مثل السمك المخمر المسلوق، والزنجبيل الصغير. تُطحن المكونات تقليديًا باستخدام مدق وهاون، ولكن بشكل متزايد يتم استخدامها مع محضرات الطعام الكهربائية.
في العديد من أطباق الكاري، يُقلّى المعجون أولاً في زيت الطهي قبل إضافة المكونات الأخرى إلى الطبق. يتيح هذا الطهي إطلاق نكهات معينة في التوابل والمكونات الأخرى الموجودة في المعجون، وهي نكهات لا يمكن إطلاقها عند درجات الحرارة المنخفضة التي يوفرها الماء المغلي.
يُستخدم كل من khrueang kaeng (تترجم حرفيا. kaeng ingredients) ونام بريك كاينغ (تترجم حرفيا. kaeng chilli paste) لوصف "معجون الكاري" في تايلاند. وغالبًا ما يُختصر الأخير إلى بريك كاينغ فقط (تترجم حرفيا. kaeng chilli).
يمكن صنع معاجين الكاري التايلاندية في المنزل من مكوناتها الخام، أو شراؤها طازجة من الأسواق في تايلاند، أو الحصول عليها معبأة من المحلات والسوبرماركت.

### المكونات الرئيسية
تُحضَّر معظم أنواع الكاري التايلاندي باستخدام اللحوم، الأسماك، أو المحار كمكونات رئيسية. تُضاف أيضًا الخضروات والفواكه، وكذلك أوراق بعض الأشجار مثل أوراق Acacia pennata (cha-om) وتين أخضر (phak lueat)، بالإضافة إلى الأزهار مثل زهور سيسبان كبير الأزهار (dok khae) وأزهار الموز (hua pli).
تُضاف الخضروات بكميات كبيرة في بعض أنواع الكاري مثل kaeng liang (الخضروات المختلطة) وkaeng nomai (براعم الخيزران).
كانت المكونات تُختار بناءً على توافرها إقليمياً وموسمياً؛ حيث يتوافر لحم الخنزير والدجاج (والذي ربما استُؤنِس لأول مرة من الطائر الأدغال الأحمر في المنطقة التي تُعرف الآن بتايلاند)، جنبًا إلى جنب مع العديد من أنواع الأسماك والمحار سواء من المياه العذبة كالأنهار، البحيرات، وحقول الأرز، أو من المياه المالحة مثل بحر أندامان وخليج تايلاند.
تشمل المكونات التقليدية الأخرى في الكاري التايلاندي الضفادع، الثعابين، الحلزون، الطيور البرية والطرائد مثل أيل السامبر والخنزير البري.
تُستخدم الخضروات الشائعة في الكاري مثل الباذنجان التايلاندي (makhuea pro)، الفاصوليا الطويلة (thua fak yao)، وأنواع مختلفة من القرع واليقطين (fak).

### مكونات إضافية
تُضاف أوراق الليمون الكفري الطازجة (bai makrut)، الخنصر (krachai)، أو الأعشاب الطازجة مثل الريحان التايلاندي (horapa) غالبًا إلى الكاري التايلاندي. عادة ما تُطهى أوراق الليمون الكفري والخنصر مع باقي المكونات، بينما تُضاف الأعشاب الطازجة مثل الريحان التايلاندي في اللحظة الأخيرة للحفاظ على نكهتها الكاملة وإضفاء تباين في الطعم.
يُستخدم صلصة السمك ليس فقط أثناء طهي الكاري كنكهة ولإضفاء الملوحة، لكنها تُقدَّم أيضًا على المائدة كبهار، تُخلط مع شرائح الفلفل الحار الأخضر لمحبي الكاري الأكثر ملوحة وحِدة. تُستخدم السكريات (خاصة سكر النخيل) مع أنواع الكاري التي تحتاج إلى مذاق حلو. بالإضافة إلى عصير الليمون، يمكن استخدام عصير التاماريند كعامل حامض في الكاري الحامض مثل kaeng som.
للحصول على أقصى نكهة من مكونات معجون الكاري، يُقلى المعجون غالبًا مع الزيت النباتي أو زيت جوز الهند المنفصل عن كريمة جوز الهند قبل إضافة المكونات الأخرى.

### أنواع الكاري التايلاندي الشائعة

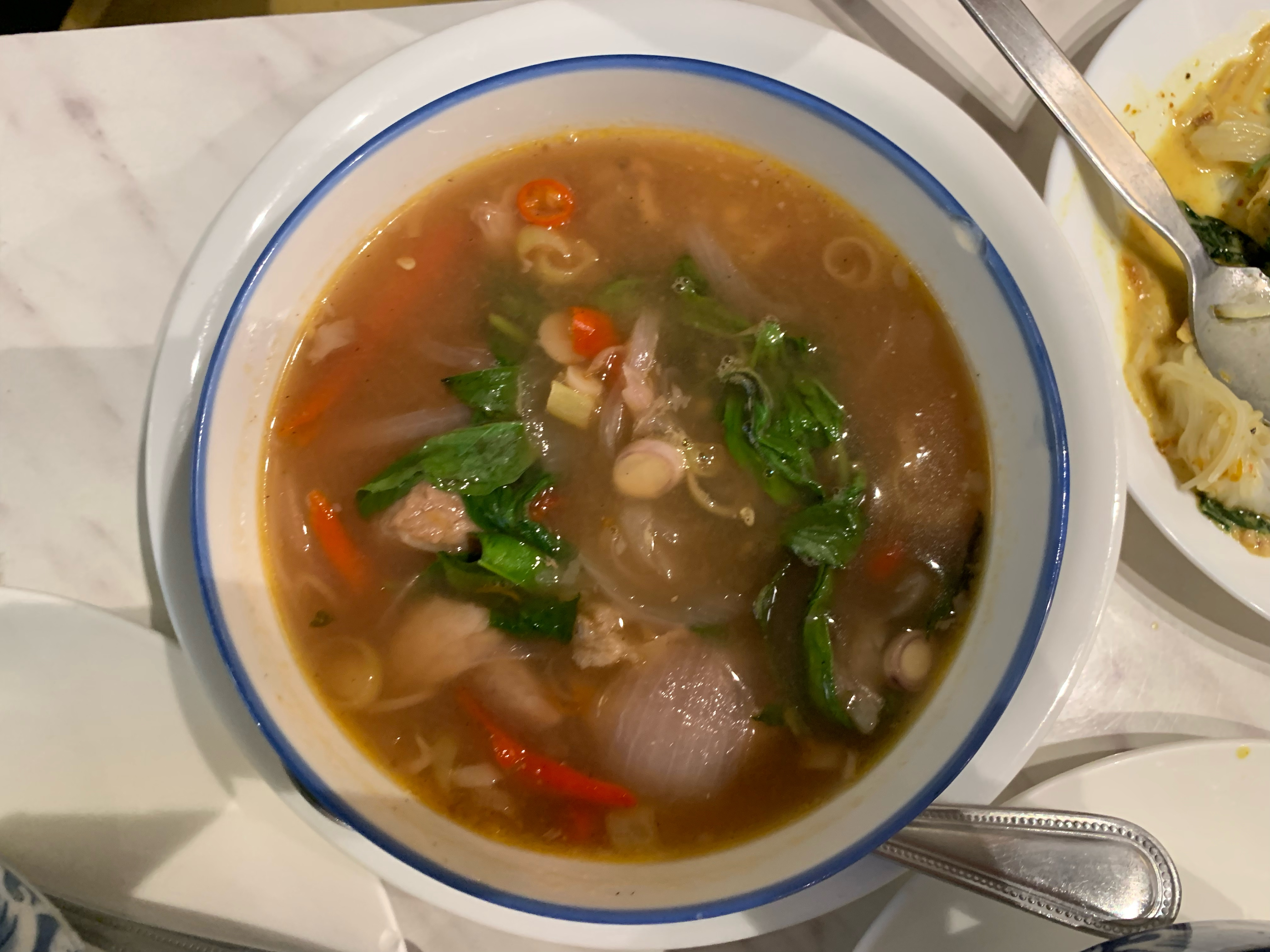
Kaeng ranjuan

- الكاري الأصفر|Kaeng kari (تترجم حرفيا: كاري، يُعرف باسم "الكاري الأصفر" في الغرب)
- Kaeng khae، كاري من المطبخ الشمالي التايلاندي
- الكاري الأخضر|Kaeng khiao wan (تترجم حرفيا. كاري أخضر حلو، يُعرف باسم "الكاري الأخضر" في الغرب)
- Kaeng pa (تترجم حرفيا. كاري الغابة، يتم إعداده باستخدام المكونات المتوفرة في الطبيعة)
- الكاري الأحمر|Kaeng phet (تترجم حرفيا. كاري الحِدة، يُعرف باسم "الكاري الأحمر" في الغرب)
- Kaeng som (تترجم حرفيا. كاري برتقالي، لكل منطقة نسختها الخاصة منه)
- Kaeng matsaman (تترجم حرفيا. كاري المسلمين؛ الاسم matsaman يُعتقد أنه مشتق من "mosalman"، وهي كلمة قديمة تعني "مسلم")[20][21]
- Kaeng ranjuan (طعام متبقي يتميز بكاري اللحم البقري الحار والحامض والحلو والمالح مع صلصة الفلفل الروبيان المخمر)
- Khao soi (شوربة نودلز كاري ذات تأثير بورمي من شمال تايلاند)
- Phanaeng (الاسم ربما يشير إلى ولاية بينانج الماليزية؛ كاري كريمي وعادةً ما يكون معتدل النكهة)
- Phat phrik khing (تترجم حرفيا. الكاري المقلي بالفلفل الحار والزنجبيل، هذا الكاري التايلاندي لا يحتوي فعليًا على الزنجبيل)

## معرض الصور

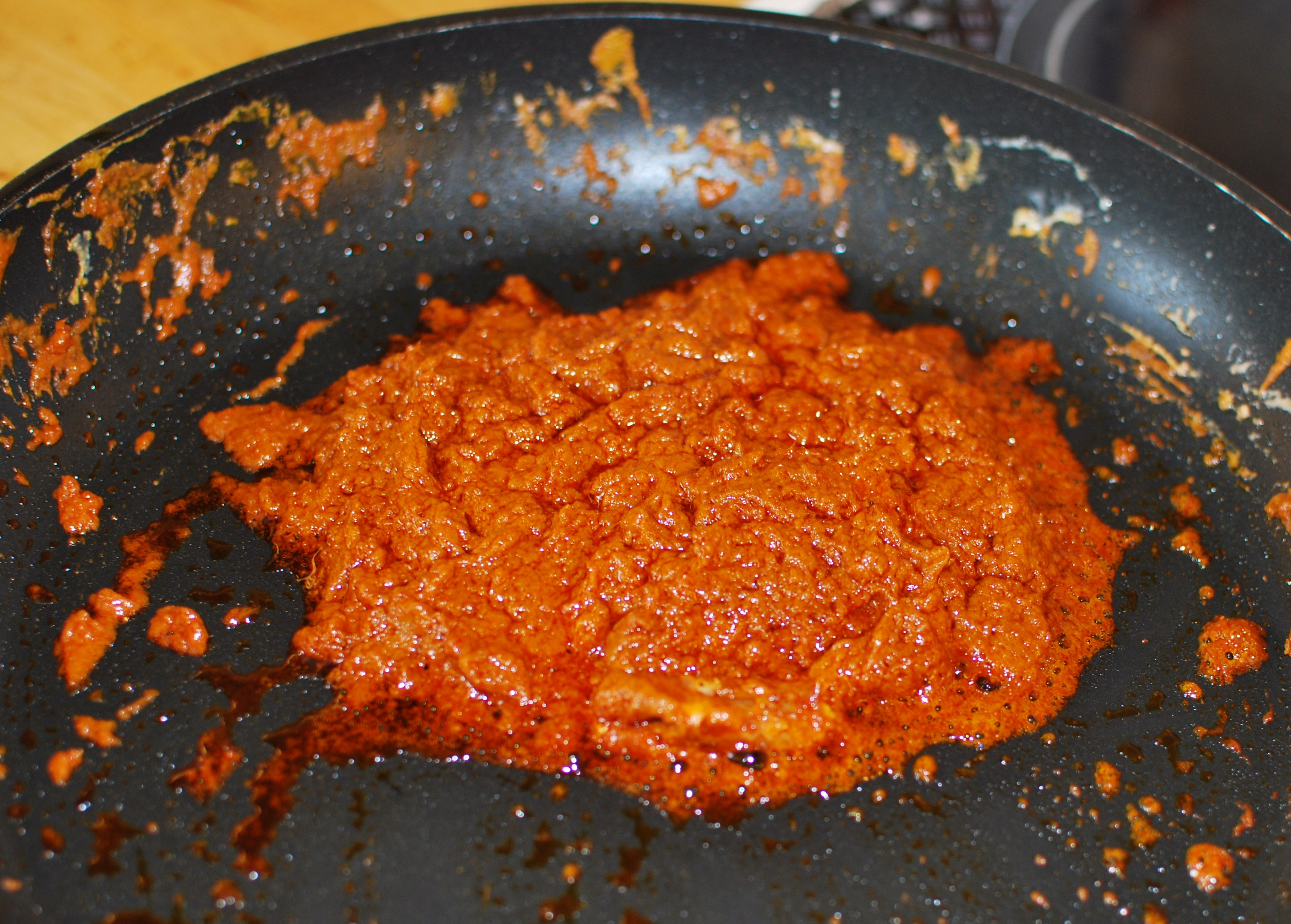
معجون Phanaeng يُقلى مع كريمة جوز الهند
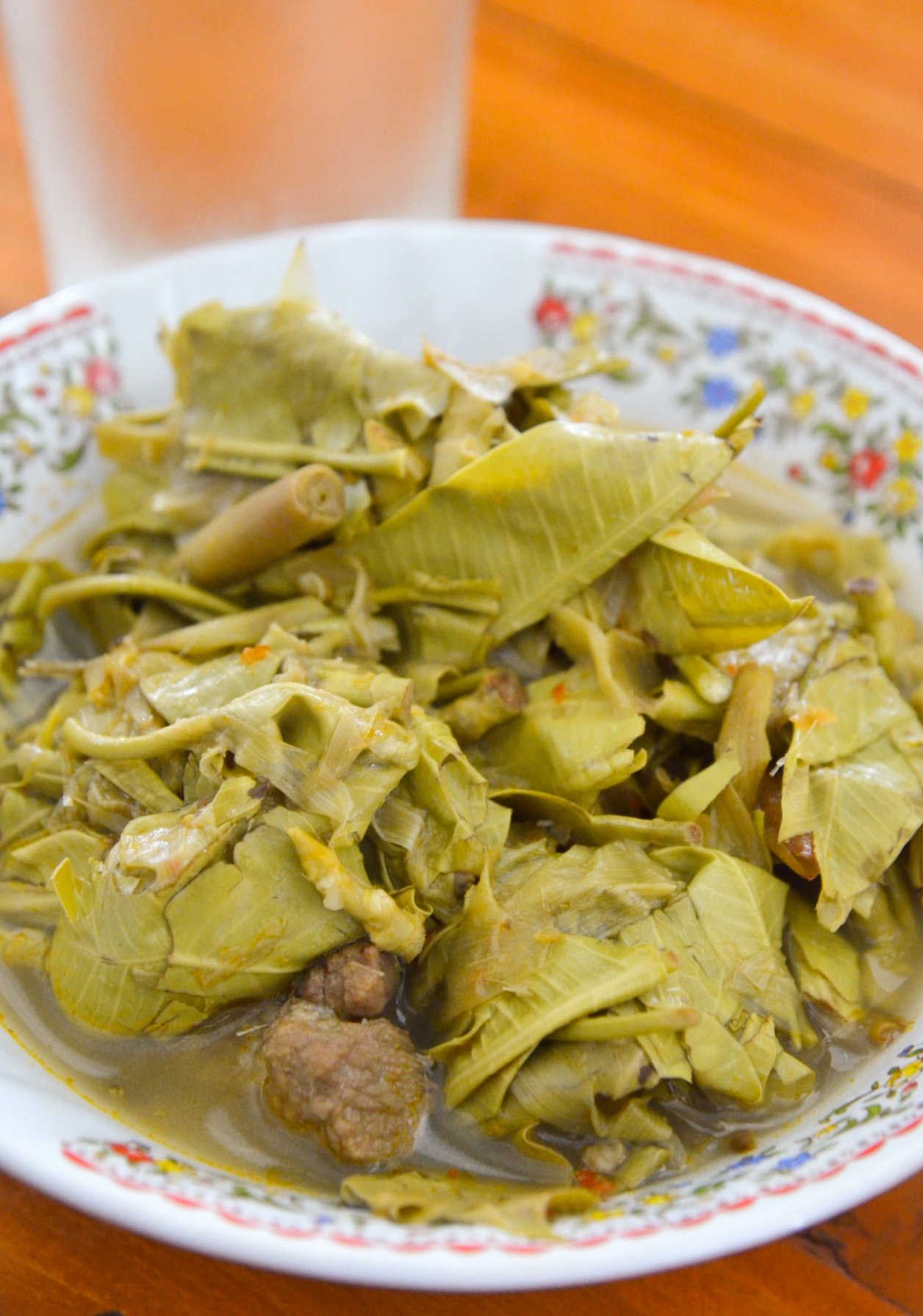
Kaeng phak lueat، كاري شمال تايلاند بأوراق التين
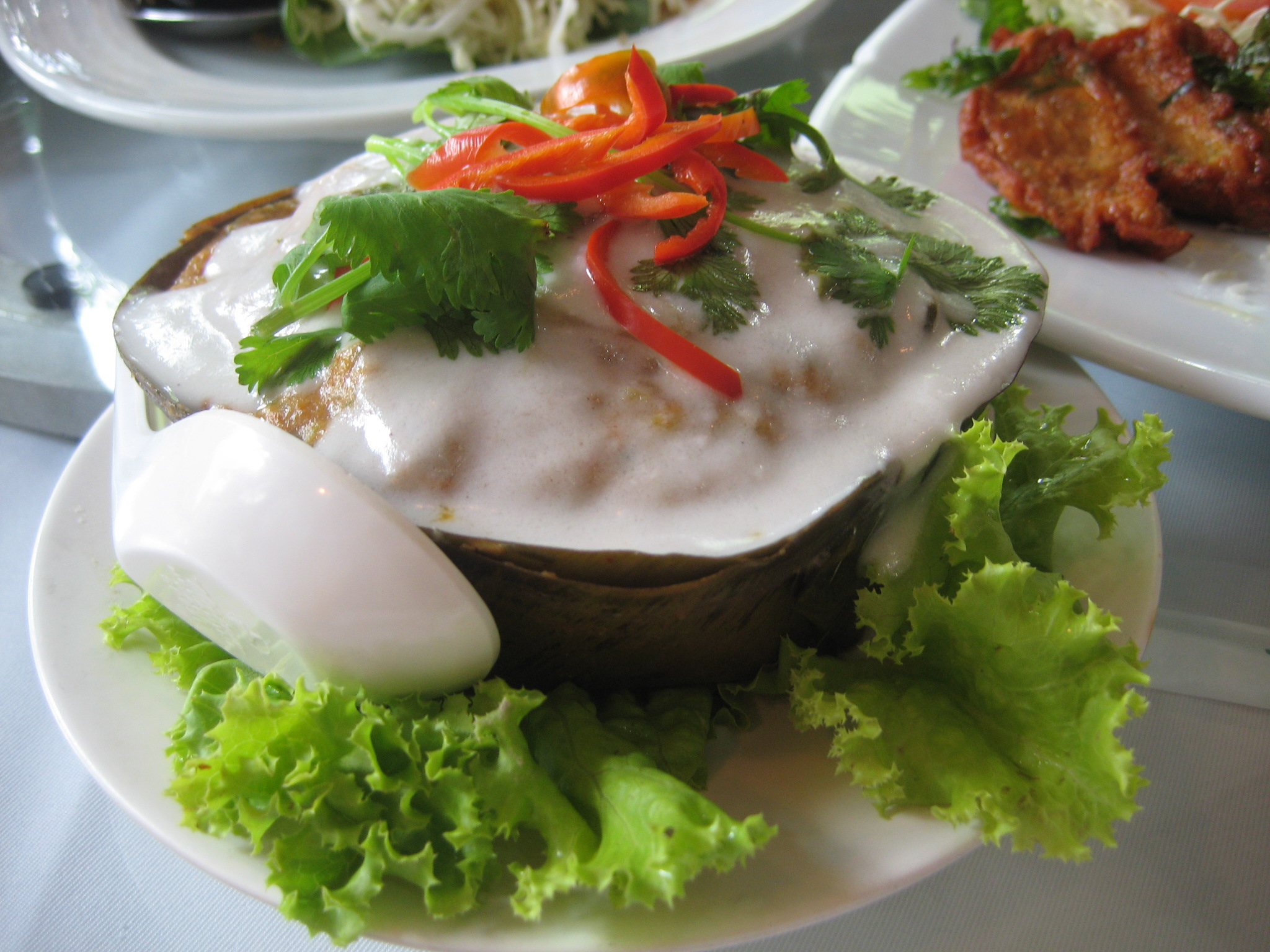
Ho mok pla، كاري السمك المطهو على البخار
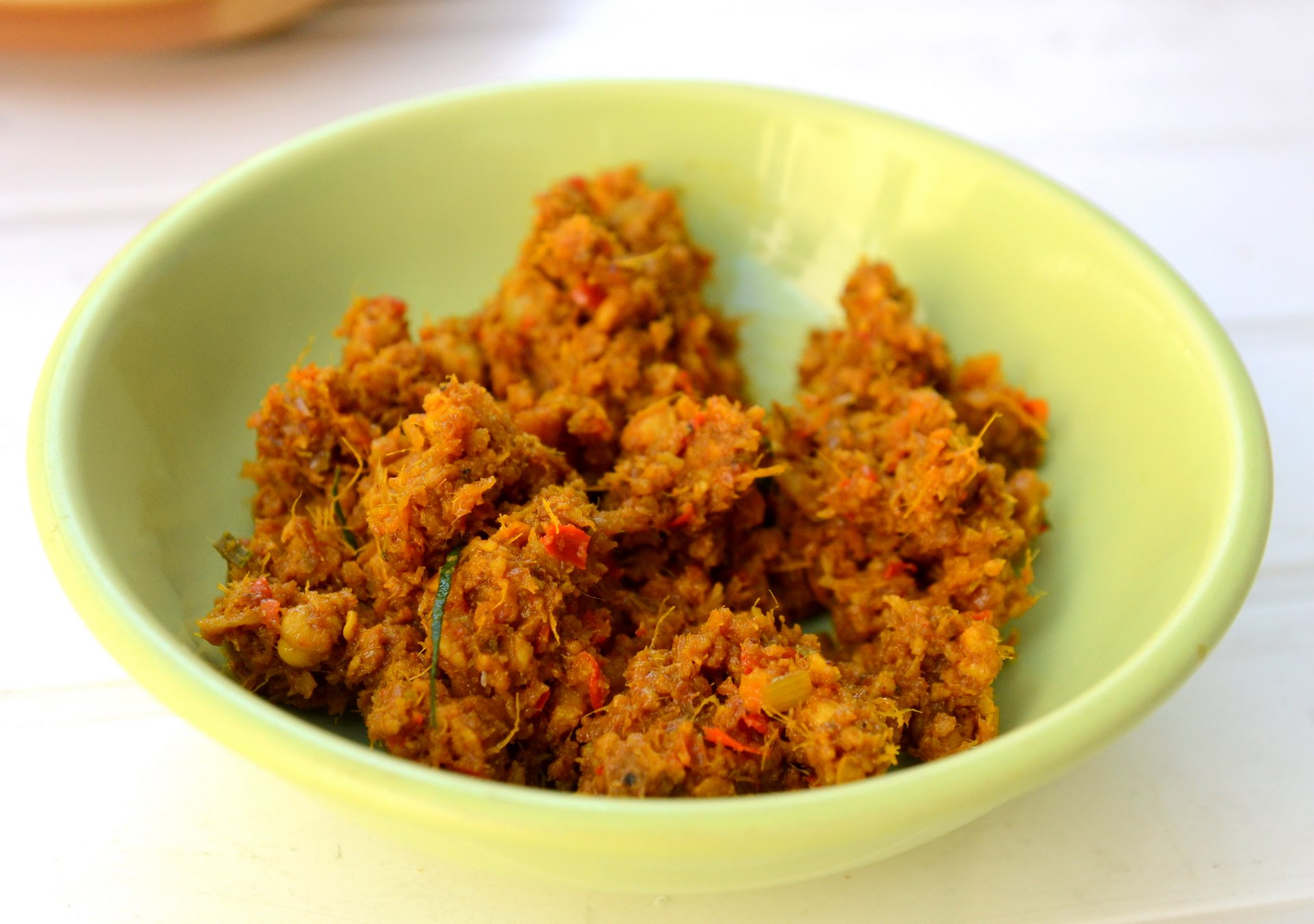
Khua kling، كاري جاف وحار للغاية من جنوب تايلاند
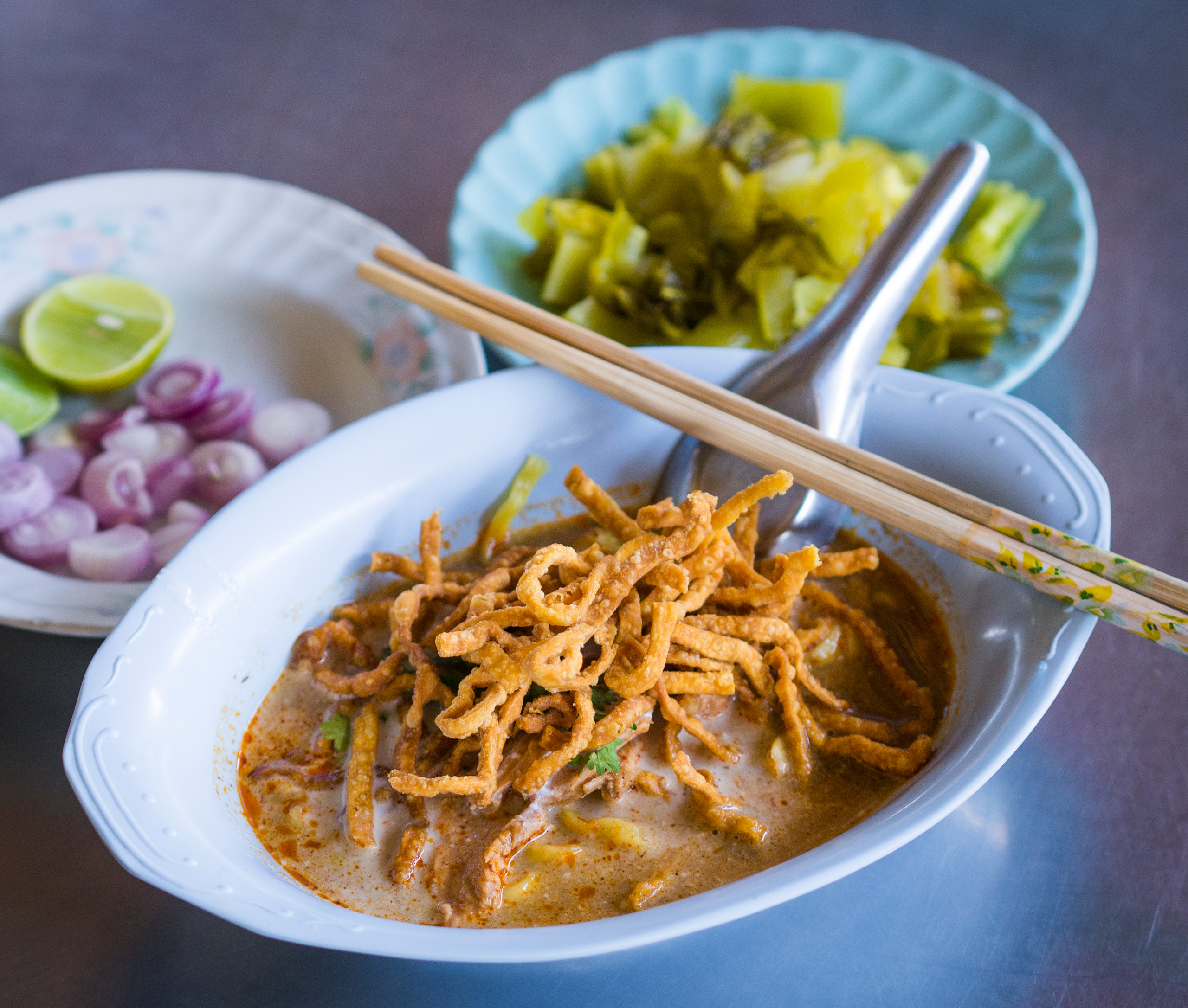
Khao soi، شوربة النودلز بالكاري من شمال تايلاند
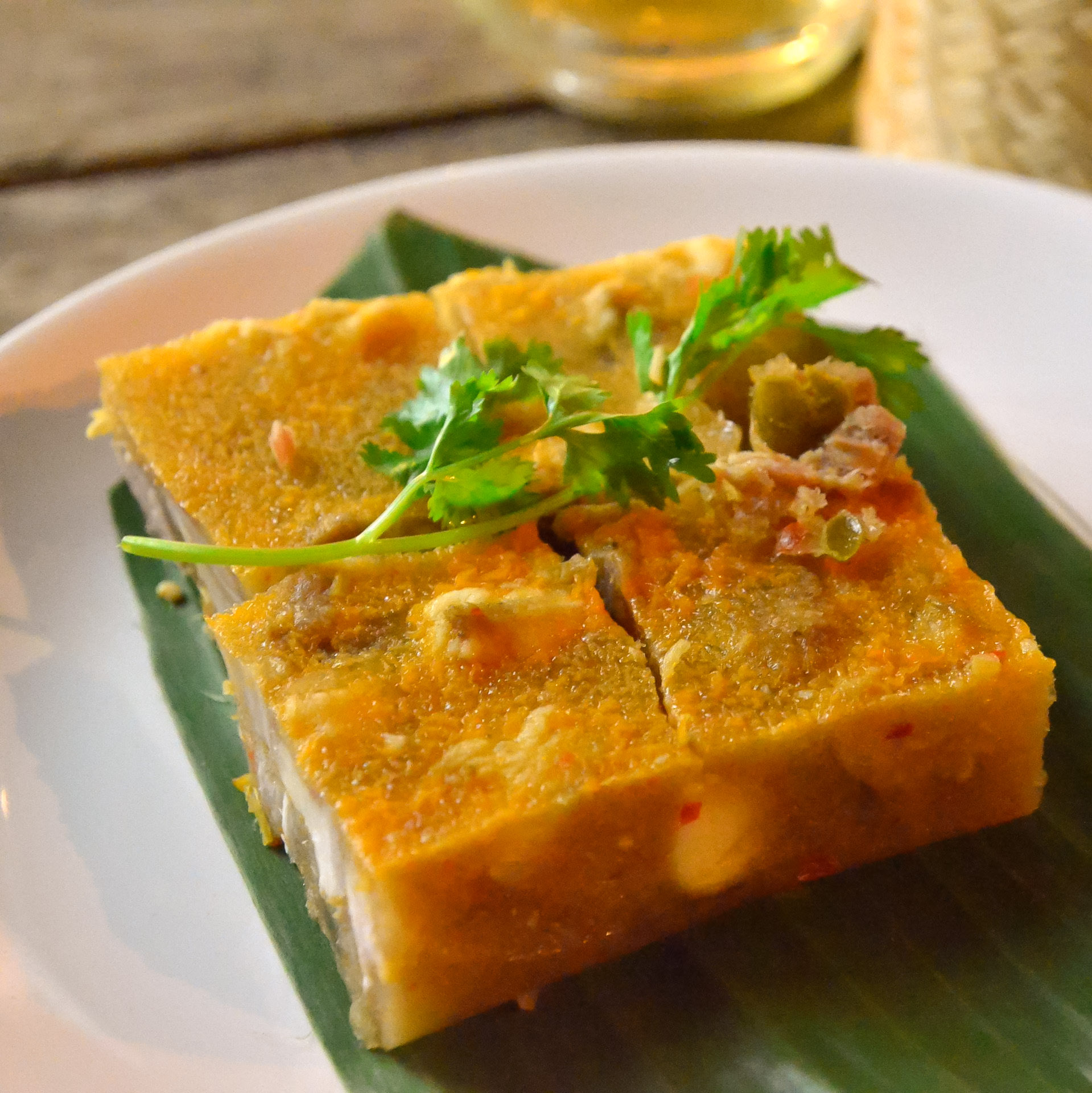
Kaeng kradang، كاري لحم الخنزير مخلط
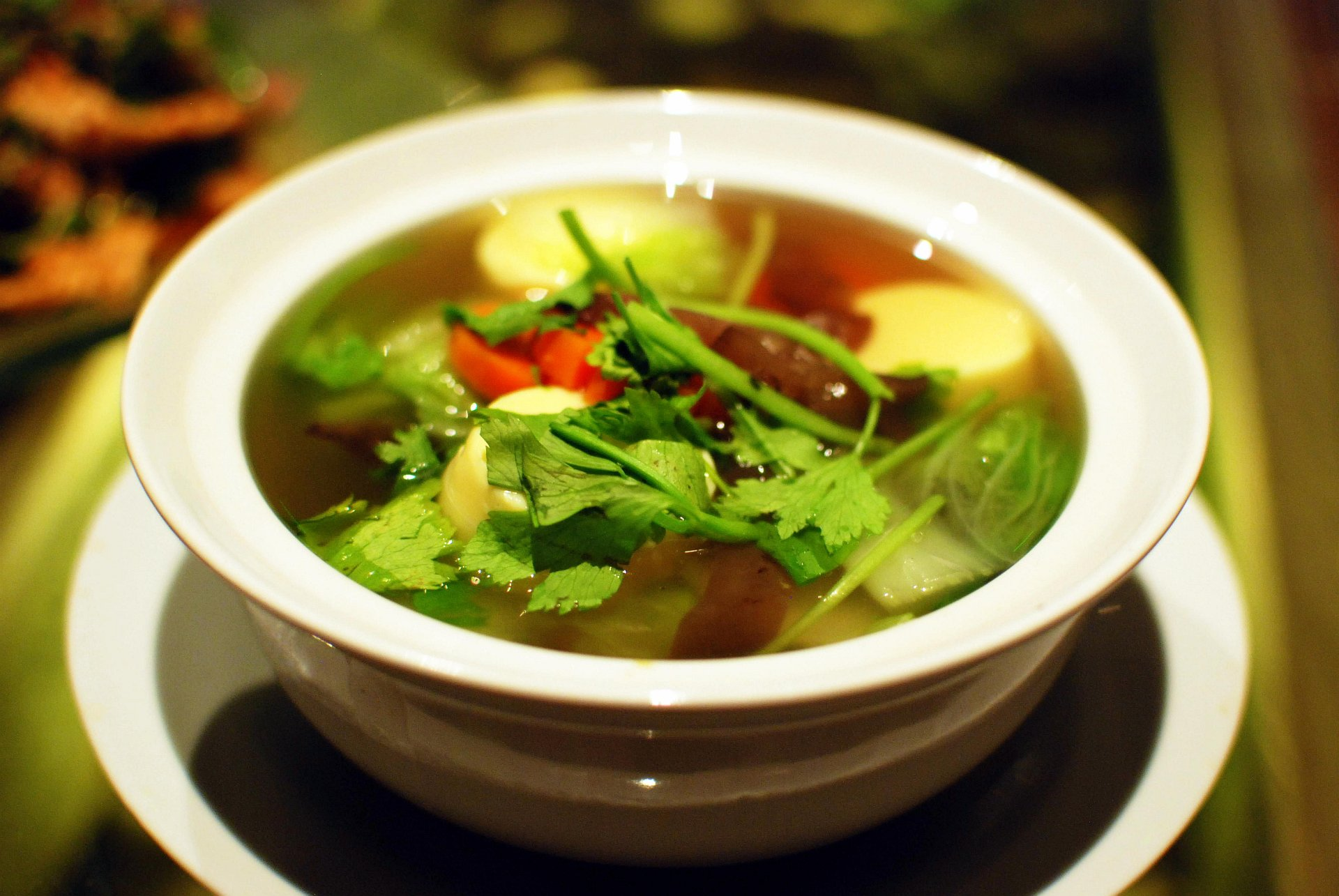
Kaeng chuet، كاري ليس كاريًا فعليًا، بل هو حساء
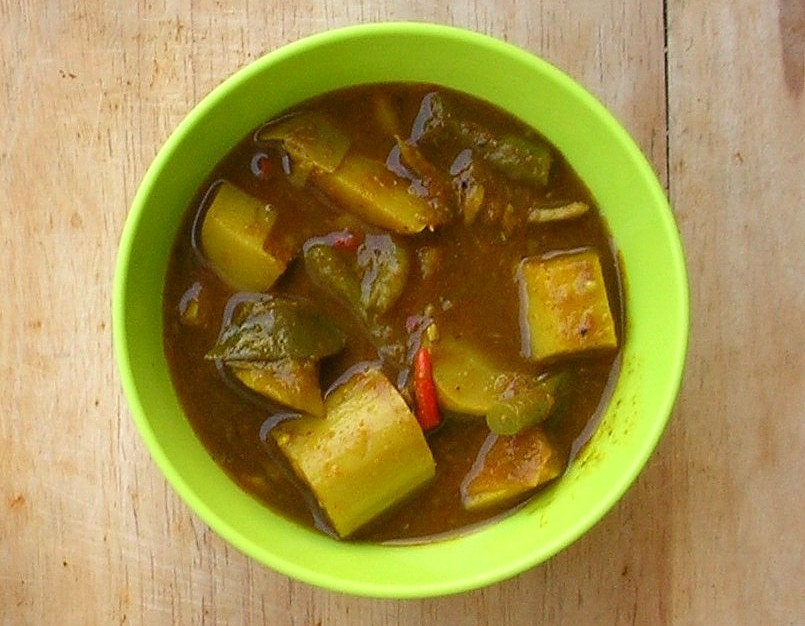
Kaeng tai pla، مصنوع من أحشاء السمك المخمرة
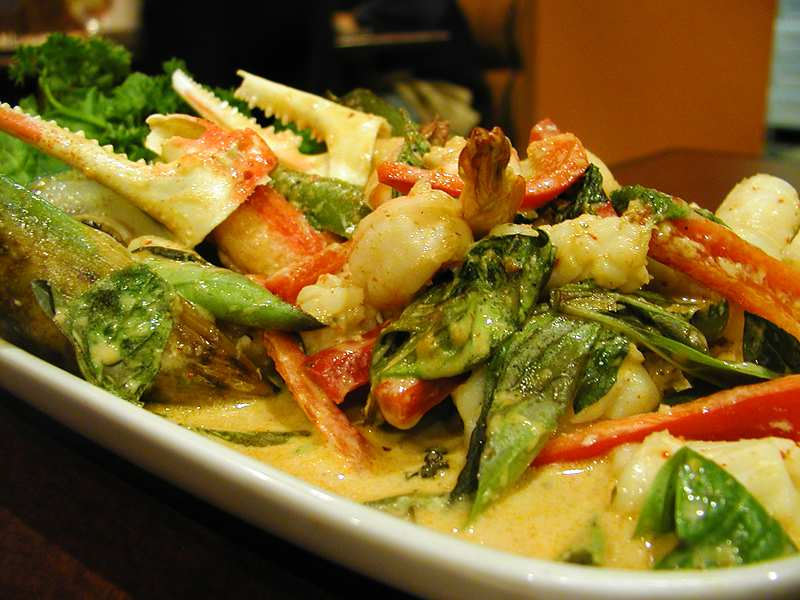
كاري المأكولات البحرية في الولايات المتحدة مستوحى من نكهات المطبخ التايلاندي
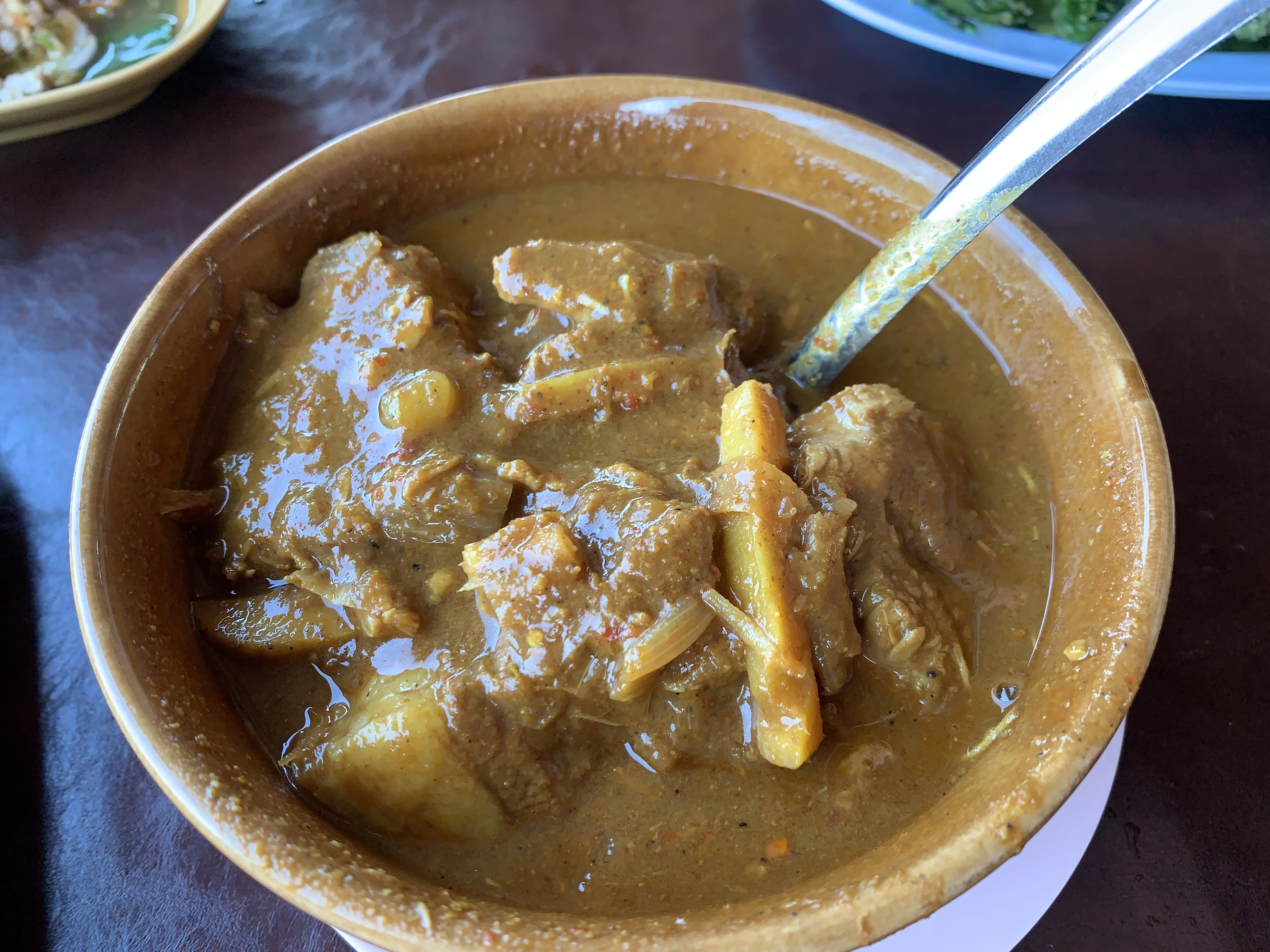
Kaeng hang le، كاري شمال تايلاند ذو تأثيرات بورمية